# Gam (isola)
Gam (in indonesiano Pulau Gam, anche Pulau Gaman) è un'isola dell'arcipelago di Raja Ampat al largo della costa occidentale della Nuova Guinea (in Indonesia).